# Вулиця Плоска (Хмельницький)
Ву́лиця Пло́ска — розташована у центральній частині міста, пролягає від вул. Проскурівського підпілля до вул. Староміської.

## Історія
Виникла в 1966 році внаслідок об'єднання двох провулків — 1-го Плоского та 2-го Плоского, назви яких нагадують про існування тут русла ріки Плоскої.
Ще до початку XX ст., Плоска при впадінні в Буг мала «безіменний» рукав, завдяки якому утворювався природний острів. Саме на цьому острові у XV ст. виникло поселення Плоскирів (Плоскирівці), від якого веде свій родовід сучасний Хмельницький. З часом рукав, як й основне русло Плоскої, позаростав, обмілів та звузився. На початку 1950-х роках рукав ріки був випрямлений і взятий у колектор, а русло засипане. По лінії колишнього русла Плоскої сформувалась приватна забудова вищезгаданих провулків, а нині — вулиці.